# Bastian
Bastian – polski herb szlachecki z nobilitacji.

## Opis herbu
Na tarczy dwupolowej, dzielonej w pas, w polu górnym złotym półorzeł czarny w koronie, z głową zwróconą w prawo. W polu dolnym czerwonym na dwóch srebrnych strzałach, o grotach zwróconych w górę i skrzyżowanych w skos, oraz przewiązanych srebrną wstęgą, tarcza srebrna, okrągła ze spiczastym umbo.
Klejnot herbowy – pięć piór strusich.
Labry zdobiące herb – czerwone podbite srebrem.

## Herbowni
Bastian

## Najwcześniejsze wzmianki
Herb nadany 23 grudnia 1791 r. Henrykowi Bastianowi.